# Cardware
Postcardware, anche chiamato semplicemente cardware, è uno tipo di distribuzione del software simile al freeware o allo shareware, in questo caso il software è distribuito gratuitamente dall'autore a condizione che l'utente nel caso lo trovi utile, gli spedisca una cartolina.
Questo tipo di distribuzione è simile al beerware. Una variazione, l'emailware, usa lo stesso approccio, ma in quel caso l'utente deve mandare una email all'autore.
Il Cardware, come altri modi 'creativi' di distribuzione del software, è spesso non rigoroso, tendendo ad essere più che altro una sfaccettatura del freeware.